# Charlotte Henshaw
Charlotte Henshaw, née le 16 janvier 1987 à Mansfield dans le Nottinghamshire en Angleterre, est une athlète paralympique britannique qui se distingue en natation handisport puis en paracanoë.
Nageuse à l'origine, spécialiste du 100 mètres brasse SB6, Charlotte Henshaw est championne d'Europe et médaillée paralympique au début des années 2010. Au cours de sa carrière de nageuse, elle participe à des épreuves des catégories SB6, SM8 et S8, représente la Grande-Bretagne aux Championnats du monde IPC 2010, 2013 et 2015 et aux Jeux paralympiques de Pékin 2008, aux Jeux paralympiques d'été 2012 et aux Jeux paralympiques de 2016 à Rio de Janeiro. Charlotte Henshaw remporte une médaille d'argent aux Jeux paralympiques de Londres, suivie d'une médaille de bronze à Rio de Janeiro.
Elle s'oriente vers le canoë-kayak à partir de 2017, devenant championne du monde en titre des épreuves KL2 (cinq fois) et VL3 (trois fois) du 200 m. Lors des Jeux paralympiques d'été de 2020 à Tokyo reportés en septembre 2021, elle devient championne paralympique à ses quatrièmes Jeux, remportant l'épreuve féminine KL2.

## Biographie

### Jeunesse et formation
Charlotte Sarah Henshaw naît en 1987 à l'hôpital King's Mill de Mansfield, dans le Nottinghamshire en Angleterre. Elle naît avec une hypoplasie tibiale bilatérale - ses jambes inférieures sont sous-développés, ce qui nécessite l'amputation de ses jambes au-dessus du genou à 18 mois. Elle commence à nager à l'âge de quatre ans. Elle fréquente l'école primaire Saint Patrick et les écoles secondaires All Saints. Elle  progresse dans le système de développement de natation du Nottinghamshire avant de rejoindre le club de natation Nova Centurion à l'âge de 12 ans. Elle représente internationalement la Grande-Bretagne pour la première fois à l'âge de 16 ans lorsqu'elle nage à l'Open du Danemark. Elle est appareillée de prothèses pour ses jambes.
Elle s'installe en 2005 en Écosse pour étudier la psychologie et les études sportives à l'Université de Stirling.

### Carrière de nageuse
Pendant ses études à Stirling, elle combine ses études universitaires avec sa formation sportive et elle est sélectionnée pour représenter la Grande-Bretagne aux Jeux paralympiques d'été de 2008 à Pékin. À Pékin, elle ne participe qu'à une seule épreuve, le 100 m brasse SB6, réalise un temps de 1'45"28 et termine quatrième.
En 2011, Charlotte Henshaw représente la Grande-Bretagne aux championnats d'Europe IPC à Berlin en Allemagne. Elle termine 5e au 400 m nage libre S8, 4e au 200 m quatre nages SM8 et remporte la médaille d'argent au 100 m brasse SB6. Elle est sélectionnée pour ses deuxièmes Jeux paralympiques en 2012, cette fois à domicile à Londres. Elle participe à deux épreuves, le 400 m nage libre (S8) et le 100 m brasse (SB6). Lors de sa première épreuve, le 400 m nage libre, elle ne réussit pas à passer les séries, terminant 12e de la compétition. Le matin du 5 septembre, Charlote Henshaw établit un nouveau record paralympique avec un temps de 1'39"64 dans la série de qualification du 100 m brasse. La finale, se déroule l'après-midi, voit Charlotte Henshaw mener une course serrée avec l'ukrainienne Viktoriia Savtsova, et bien que les deux athlètes aient battu le nouveau record de Henshaw, Viktoriia Savtsova remporte l'or avec 3 trois centièmes de seconde d'avance sur Charlotte Henshaw qui termine deuxième avec la médaille d'argent.
Aux championnats d'Europe IPC 2009, Charlotte Henshaw participe au 400 m nage libre S8, au 200 m quatre nages SM8 et au 100 m brasse SB6, remportant la médaille d'or à la brasse avec un temps de 1'40"50. Elle remporte également le bronze au 200 quatre nages individuel S8. Charlotte Henshaw remporte ensuite la médaille d'or aux Championnats britanniques de 2009 au 100 m brasse. L'année suivante, elle fait partie de l'équipe de Grande-Bretagne aux Championnats du monde IPC à Eindhoven, aux Pays-Bas, et lors des séries du 100 m brasse, elle enregistre le temps le plus rapide, battant le record du monde. En finale, malgré un temps de 1'39"74, elle termine à la deuxième place avec la médaille d'argent.
Aux championnats du monde IPC 2013 à Montréal au Canada, elle a remporte la médaille de bronze en finale. L'année suivante, Charlotte Henshaw déclare forfait aux championnats d'Europe IPC en raison d'une hospitalisation pour une grave infection à la jambe. Elle doit s'éloigner de la piscine pendant deux mois pour se rétablir complètement. En juin 2015, elle fait son retour en compétition et bat son propre record européen au championnat national d'Écosse en 1'37"56. Le même année, elle revient sur la scène internationale aux championnats du monde IPC à Glasgow, où elle a bat son record européen à deux reprises dans la même journée, décrochant une médaille d'argent en finale avec un temps de 1'36"94.
2016 est sa dernière année de compétition en natation. Elle remporte l'or européen à Madère, au Portugal, en mai 2016 et elle est sélectionnée pour ses 3e Jeux paralympiques à Rio de Janeiro. Charlotte Henshaw y remporte le bronze, derrière Tiffany Thomas-Kane (Australie) et Sophia Herzog (États-Unis).

### Carrière en paracanoë
Charlotte Henshaw commence l'entraînement en canoë fin 2016, et annonce début 2017 sa retraite de la natation pour devenir paracanoëiste de compétition. Elle fait ses débuts internationaux aux championnats d'Europe en Bulgarie, où elle remporte une médaille d'argent, et participe ensuite aux championnats du monde en République tchèque en 2017.
L'année suivante, Charlotte Henshaw remporte la Coupe du monde et l'argent européen en mai et juin. Elle participe ensuite à ses 2e championnats du monde de paracanoë à Montemor-o-Velho en août 2018. Elle remporte le bronze au 200 m VL3 et devient championne du monde au 200 m KL2, c'est son premier titre international en paracanoë,.
C'est en 2019 que Charlotte Henshaw domine le paracanoë. Elle reste invaincue au niveau international dans l'épreuve KL2 200 m pendant toute la saison de course, remportant des médailles d'or aux championnats d'Europe, à la Coupe du monde ICF et aux championnats du monde ICF. Elle remporte également l'or mondial dans l'épreuve VL3 200 m aux championnats du monde. Charlote Henshaw enregistre également les meilleurs temps mondiaux dans les épreuves KL2 et VL3 du 200 m aux championnats du monde de l'ICF à Szeged en Hongrie, en août 2019.
Charlotte Henshaw est nommée en juin 2023 membre de l'équipe qui représentera le Royaume-Uni aux Jeux paralympiques de 2020 reportés en 2021 à Tokyo. Athlète à temps plein, elle bénéficie du financement la Loterie nationale britannique, administrée par UK Sport,,,,,.
Aux Jeux de Tokyo, Charlotte Henshaw remporte l'or au 200 m KL2 avec un nouveau record paralympique de 50"760. Trois semaines plus tard, aux championnats du monde ICF à Copenhague, Charlotte Henshaw remporte le titre de KL2 200 m pour les 3e championnats du monde consécutifs et ajoute un deuxième titre mondial consécutif en VL3.
Lors de la saison 2022, Charlotte Henshaw accomplit le « triple double » - les 3e championnats du monde consécutifs en remportant les titres de championne du monde KL2 et VL3 aux championnats du monde ICF à Halifax, au Canada. Une semaine plus tard à Munich, aux championnats d'Europe, Charlotte Henshaw remporte son premier titre en VL3 200 m avec le record d'Europe, et la médaille d'argent en KL2 200 m.
Elle remporte deux médailles d'or aux Jeux paralympiques d'été de 2024 à Paris, en VL3 et en KL2.

## Reconnaissance
Sur la suggestion du père de Charlotte Henshaw, le conseil du district de Mansfield vote en décembre 2014 pour nommer la piscine de 25 mètres du complexe sportif Hynds and Henshaw Competition Pool, pour honorer Ollie Hynds, son frère Sam Hynds et Charlotte Henshaw qui s'y sont entraînés tous les trois,.
En 2016, Charlotte Henshaw, Ollie Hynd et leur entraîneur de natation reçoivent la Freedom of Mansfield,.
Charlotte Henshaw est nommée membre de l'Ordre de l'Empire britannique (MBE) lors de la cérémonie des honneurs du Nouvel An 2022, pour services rendus au canoë,.